# Fire & Ice
Fire & Ice is een computerspel dat werd ontwikkeld door Graftgold Creative Software en uitgegeven door Renegade Software. Het spel kwam in 1992 uit voor de Commodore Amiga en Atari ST. Later volgde ook release voor andere homecomputers. Het spel werd uitgebracht in 1992. Het computerspel is een platformspel waarbij de speler een coyote speelt die ijsblokjes kan gooien. De speler komt verschillende tegenstanders tegen zoals Eskimo's en pinguïns.

## Platforms
| Jaar | Platform                         |
| ---- | -------------------------------- |
| 1992 | Amiga, Atari ST                  |
| 1993 | DOS                              |
| 1994 | Amiga CD32                       |
| 1995 | Acorn 32-bit, SEGA Master System |

## Ontvangst
| Beoordeeld door                     | Platform           | Datum            | Score |
| ----------------------------------- | ------------------ | ---------------- | ----- |
| ST Format                           | Atari ST           | september 1992   | 94%   |
| Amiga Format                        | Amiga              | juli 1992        | 89%   |
| Amiga Action                        | Amiga CD32         | juli 1994        | 88%   |
| Amiga Joker                         | Amiga              | mei 1992         | 86%   |
| Amiga Computing                     | Amiga              | september 1992   | 86%   |
| Power Play                          | Amiga              | mei 1992         | 85%   |
| ASM (Aktueller Software Markt)      | Atari ST           | september 1992   | 83%   |
| Power Play                          | DOS                | januari 1994     | 81%   |
| Digital Press - Classic Video Games | SEGA Master System | 9 september 2005 | 70%   |
| PC Player (Duitsland)               | DOS                | januari 1994     | 51%   |

## Trivia
- Het spel voor DOS had slechts zestien kleuren.
- Het spel zou ook voor Sega Master System uitkomen, maar de ontwikkeling hiervan werd stil gelegd.
- Er is ook een kerstversie met winterlevels.